# Équipe cycliste Liquigas-Pata
L'équipe cycliste Liquigas-Pata est une ancienne équipe cycliste professionnelle italienne, créée en 1994 et connue jusqu'en 1998 sous le nom de « Brescialat » puis, de 1999 à sa disparition en 2001, sous celui de « Liquigas ».
Cette équipe ne doit pas être confondue avec l'équipe Liquigas, créée en 2005. Ces deux formations ont en commun le principal sponsor, la compagnie de gaz italienne Liquigas. Les structures juridiques responsables (« BF Sport International Ltd » pour la première, « Liquigas Sport SpA » pour la seconde) sont cependant distinctes, de même que les coureurs qui les composent et leur encadrement.

## Histoire de l'équipe
L'équipe Brescialat - Ceramiche Refin est créée en 1994, avec à sa tête Renzo Pesenti. En 1995, la formation se divise une première fois : le directeur sportif Primo Franchini crée avec l'ancien co-sponsor Ceramiche Refin une nouvelle équipe, emmenant avec lui plusieurs coureurs de la Brescialat. En 1995, elle est sélectionnée pour participer au Tour de France seulement 3 jours avant le départ. 
L'année suivante, le directeur sportif et ancien coureur Bruno Leali crée l'équipe San Marco Group. Cette initiative est un échec et les coureurs durent chercher une nouvelle équipe dès le mois de mai. Deux d'entre eux reviennent même dans leur formation initiale.
En 1998, Brescialat met fin à son sponsoring, et est remplacée par Liquigas jusqu'en 2001, date de disparition de l'équipe. Une partie de l'équipe a ensuite formée en 2002 l'équipe Cage Maglierie, puis en 2003 l'équipe Tenax.

## Principaux coureurs
- Wladimir Belli (1997)
- Fabrizio Bontempi (1994-1997)
- Marzio Bruseghin (1997-1998)
- Serhiy Honchar (2000-2001)
- Zenon Jaskuła (1996)
- Bruno Leali (1994)
- Marco Milesi (1994-1999)
- Cristian Moreni (1998-2000)
- Mariano Piccoli (1995-1998)
- Davide Rebellin (2000-2001)
- Fabio Roscioli (1994)
- Marco Serpellini (1997-1998)
- Gorazd Štangelj (2000-2001)
- Eric Vanderaerden (1994-1995)
- Marco Velo (1996-1997)
- Marco Villa (1996-1997)

## Principales victoires

### Courses par étapes
- Tirreno-Adriatico : 2001 (Davide Rebellin)
- Tour méditerranéen : 2001 (Davide Rebellin)
- Semaine cycliste lombarde : 2000 et 2001 (Serhiy Honchar)
- Tour du Portugal : 1999 (Marco Serpellini)
- Trois Jours de La Panne : 1994 (Fabio Roscioli)

### Grands tours
| - Tour de France - 2 participations (1995, 1996) - 0 victoire d'étape | - Tour d'Italie - 8 participations (1994, 1995, 1996, 1997, 1998, 1999, 2000, 2001) - 7 victoires d'étapes : - 2 en 1995 : Filippo Casagrande, Mariano Piccoli - 1 en 1997 : Roberto Sgambelluri - 1 en 1998 : Mariano Piccoli - 1 en 2000 : Cristian Moreni - 2 en 2001 : Ellis Rastelli et Denis Zanette - 3 classements annexes : - Classement par points (1) : - 1998 : Mariano Piccoli - Classement de la montagne (2) : - 1995 : Mariano Piccoli - 1996 : Mariano Piccoli | - Tour d'Espagne - 5 participations (1994, 1997, 1998, 1999, 2000) - 2 victoires d'étapes : - 1 en 1997 : Mariano Piccoli - 1 en 1999 : Cristian Moreni - Meilleur classement individuel : Marco Serpellini, 9e en 1998 |

### Championnats

#### Championnats  du monde
- Championnat du monde du contre-la-montre : 2000 (Serhiy Honchar)

#### Championnats nationaux
| - Championnats du Kazakhstan sur route : 1 - Course en ligne : 1999 (Andrei Teteriouk) - Championnats de Moldavie sur route : 2 - Course en ligne : 1998 (Ruslan Ivanov) - Contre-la-montre : 1998 (Ruslan Ivanov) - Championnats de Slovénie sur route : 1 - Course en ligne : 2000 (Gorazd Štangelj) - Championnats de Suisse sur route : 1 - Course en ligne : 1994 (Felice Puttini) - Championnats d'Ukraine sur route : 2 - Contre-la-montre : 2000, 2001 (Serhiy Honchar) | - Championnats d'Italie sur piste : 1 - Américaine : 1996 (Marco Villa) - Championnats de Suisse sur piste : 1 - Demi-fond : 1994 (Felice Puttini) |

## Classements UCI
En 1999 le classement UCI par équipes est divisé entre GSI, GSII et GSIII. L'équipe est classée en GSII en 1999 puis en GSI les deux années suivantes. Les classements détaillés ci-dessous sont ceux de l'équipe en fin de saison. Les coureurs demeurent en revanche dans un classement unique.
| Saison | Classement par équipes | Meilleur coureur au classement individuel |
| ------ | ---------------------- | ----------------------------------------- |
| 1995   | 17e                    | Massimo Podenzana (53e)                   |
| 1996   | 27e                    | Marco Milesi (179e)                       |
| 1997   | 18e                    | Wladimir Belli (46e)                      |
| 1998   | 22e                    | Marco Serpellini (31e)                    |
| 1999   | 5e                     | Andrei Teteriouk (95e)                    |
| 2000   | 12e (GSI)              | Davide Rebellin (7e)                      |
| 2001   | 12e (GSI)              | Davide Rebellin (3e)                      |